# The Sword in the Stone
The Sword in the Stone (La espada en la piedra en Hispanoamérica; Merlín el Encantador en España) es una película estadounidense de animación de 1963 dirigida por Wolfgang Reitherman y producida por Walt Disney Productions. Es el decimoctavo largometraje animado en la serie de Disney, y la última animación estrenada en vida de Walt Disney.
La película se basa libremente en el libro homónimo de T. H. White y cuenta las aventuras del Rey Arturo, antes de ser coronado rey, y su relación con el mago Merlín.

## Argumento
La historia comienza en el Reino de Inglaterra con la muerte del rey, lo que llevó al país a sufrir el terror de vivir en una era de profunda oscuridad. De pronto, una luz de esperanza comenzó a brillar y desde un lugar de la ciudad de Londres apareció una espada, la cual se ha clavado en una piedra. Esta espada resultó ser una de leyenda, pues tenía en la empuñadura un mensaje el cual auguraba una importante profecía: "Quien logre sacar esta espada de la piedra será proclamado por derecho Rey de Inglaterra". Desde el instante en que apareció la espada, muchos valientes caballeros y empoderados nobles intentaron sacarla de aquella piedra en donde se encontraba clavada, con el único fin de lograr restaurar la gloria al Reino de Inglaterra, pero ninguno de ellos tuvo éxito en conseguir el objetivo, por lo que la era oscura continuó con su curso y la legendaria espada poco a poco comenzó a caer en el olvido.
Algunos años más tarde, se presenta un muchacho huérfano de 12 años de edad llamado Arturo, quien en ese entonces sólo era conocido como "Grillo" y trabaja muy duro para ser un honorable escudero. Acompañando a su hermano adoptivo Kay, un bruto arquero mayor que él, en un viaje de cacería, accidentalmente hace que pierda su flecha en el bosque. Grillo va a recuperar la flecha y cae en una casa extraña. Ahí conoce a Merlín, quien se denomina a sí mismo "el hechicero más poderoso de ese siglo", y a su búho Arquímedes, el cual tiene la capacidad de hablar y es sumamente inteligente. Merlín entonces le comenta a Grillo que él puede ver que tiene un gran futuro por delante del cual lo hará un hombre muy importante en la historia de la humanidad, y le anuncia que será su tutor a partir de ese momento. Decide irse a vivir a casa de Grillo; un castillo a cargo de Sir Héctor, uno de los caballeros del recién difunto rey. Sir Héctor no cree en la magia, y se niega permitir a Merlín vivir ahí para dar clases a Grillo. Entonces Merlín crea una "tormenta de nieve asistente", que persuade a Sir Héctor para que el mago se quede, aunque le da como habitación una torre vieja y decrépita con un sinnúmero de fugas y a punto de derrumbarse; probablemente en un intento de que se fuera por decisión propia. Sir Pelinore, amigo y compañero caballero de Sir Héctor, llega con noticias sobre el torneo anual, una justa que se celebrará el día de Año Nuevo en Londres, solo que esta vez el ganador será coronado con el título de Rey de Inglaterra. Al escuchar estas noticias, Sir Héctor propone que Kay puede competir por el título, a pesar de la obvia ineptitud de este en las justas y la lucha con espada, así que lo nombran caballero.
Como primera lección, Merlín convierte a Grillo y a sí mismo en pez, pero casi son comidos por un lucio, finalmente siendo salvados por Arquímedes. Por llegar tarde a sus deberes, Grillo es enviado a la cocina como castigo. Merlín decide ayudarle y encanta todo en la cocina para que se limpie solo. Entonces, se lo lleva para enseñarle sobre la gravedad. Para esto se convierten en ardillas. Sin embargo, durante la lección se encuentran con dos ardillas hembras que se enamoran de ellos. Entonces Merlín pasa a enseñarle sobre las relaciones hombre-mujer/macho-hembra. Mientras, en el castillo, Sir Héctor se da cuenta de lo sucedido en la cocina y acusa a Merlín de brujería. Grillo trata de defender a Merlín pero por esa insubordinación sufrió un duro castigo, perdiendo el puesto de escudero de Kay. A pesar de eso, Merlín presiente que esto sería una gran oportunidad para transformar al muchacho en un hombre importante digno de su estirpe.
Para su tercera lección, Merlín trata de explicarle como vuelan las aves, pero Arquímedes se burla de él, por lo que Merlín le confiere la responsabilidad a éste para que lo enseñe. Transforma a Grillo en un gorrión y vuela junto con Arquímedes. Sin embargo, son atacados por un halcón. Debido a esto, Grillo cae por la chimenea de la casa de Madam Mim, una malvada bruja que utiliza el engaño y la magia negra en contraposición a la habilidad científica y la magia blanca de Merlín. Grillo le comenta que Merlín es el hechicero más poderoso, por lo que Madam Mim se transforma en gato y le comienza a perseguir, y cuando está a punto de atraparlo llega Merlín, quien es retado por Madam Mim a un duelo de magia para salvar a Grillo y demostrarle que la magia blanca es la mejor. Arquímedes explica que un duelo de magia es cuando dos magos se convierten en diferentes cosas y se intentan destruir el uno al otro.
Madam Mim pone las siguientes reglas: "1. Ni vegetales ni minerales, solo animales; 2. Ningún animal que no exista, como dragones pintos y otros; 3. Se prohíbe desaparecer". A lo cual Merlín agrega la última regla: "4. No hacer trampas." Comienza el duelo, y Madam Mim acaba haciendo trampa y desapareciendo. Los dos comienzan a transformarse en varios animales para atacarse el uno al otro. Madam Mim termina transformándose en un dragón morado, diciendo que no rompió las reglas comentando como excusa que no se mencionó nada de no convertirse en dragones de ese color. Ella termina atrapando a Merlín, pero él desaparece a su vista al convertirse en un microbio (Malagriptacopterosis). Gracias a esta última transformación de Merlín, Madam Mim comienza a tener manchas y sufre de fiebre, escalofríos y estornudos violentos. Abatida y enfadada por la derrota, Madam Mim termina enferma en su cama, pero Merlín le dice que no debe preocuparse porque recuperará su salud mientras tome mucho sol. Merlín, Arquímedes y Grillo regresan al castillo mientras Madam Mim grita que odia el sol, y habiendo aprendido Grillo la lección de que actuar con sabiduría es mayor poder que la propia magia.
Por la noche, en el castillo de Sir Héctor, se celebra una fiesta por la víspera del torneo en honor a Kay, quien está muy ansioso por convertirse en el Rey de Inglaterra; pero el nuevo escudero de Kay, Hobbs, se enferma de paperas, así que Sir Héctor restituye a Grillo su cargo como escudero, permitiéndole asistir al viaje rumbo a Londres. Grillo está tan emocionado y entusiasmado, a tal grado que se dispone a dar la noticia a Merlín; pero el mago al escucharlo, se siente muy decepcionado del muchacho y le reprocha el hecho de que todavía prefiera eso, en lugar de dedicarse a estudiar y enfocarse en su futuro. Con tristeza y frustración, Grillo explica que nunca podrá convertirse en ningún hombre importante debido a su condición de huérfano (condición que lo hace técnicamente un simple y corriente plebeyo) y entre lágrimas afirma que ser un escudero es la mejor posición que puede alcanzar. Incluso Arquímedes se conmueve al escuchar la cruda realidad en la que vive Grillo, lo que da a entender que el búho esta de acuerdo con lo sucedido. Pero esto sólo enfurece a Merlín, que sin saberlo lanza una inevitable blasfemia, pero en medio de su rabía, el propio Merlín de forma accidental activa un hechizo y sale disparado en forma de cohete y se transporta hacia las Bermudas del siglo XX, dejando a Arquímedes y a Grillo totalmente confusos y abandonados a su suerte.
Sir Héctor, Kay, Sir Pelinore, Grillo y Arquímedes viajan a Londres para el torneo. Momentos antes del duelo de Kay, Grillo se da cuenta de que ha olvidado la espada de Kay en la posada, por lo que regresa corriendo. Sin embargo, la posada se encuentra cerrada, ya que toda la ciudad se encuentra presente en el torneo. Para fortuna de ambos, Arquímedes observa que hay una espada clavada en una piedra en el patio frente a la iglesia (la misma espada legendaria que estaba al inicio de la historia), y se la señala al muchacho para que la tome y se la lleve rápido al torneo. Cuando Grillo se acerca, para sorpresa de este, consigue sacar la espada de la piedra sin ningún tipo de problemas y decide correr rápido hacia el torneo, sin que este notara la profecía que está escrita en la empuñadura de la misma.
Cuando vuelve con la espada y se la entrega a Kay, este le reclama que esa no es su espada, pero en eso Sir Héctor y el Barón Bart la revisan detenidamente y reconocen que se trata de la espada legendaria en la piedra, haciendo que el torneo se detenga por completo. Al principio nadie puede creer que sea la espada de la piedra por lo que le piden a Grillo que los lleve al lugar donde la había encontrado. Al llegar al lugar donde estaba se dan cuenta de que sí se trataba de la espada en la piedra y Sir Héctor clava de regreso en la roca y le piden a Grillo que la saque nuevamente para demostrar que dice la verdad, pero cuando justo va a intentarlo, rápidamente Kay lo aparta de su camino bajo el pretexto de que como Grillo ya la saco previamente, ahora cualquiera la puede sacar y esta dispuesto a apropiarse del título de Rey de Inglaterra por la fuerza. Pero justo cuando Kay intenta sacar la espada de la piedra, pronto se da cuenta de que no puede sacarla, por lo que Sir Héctor decide darle una pequeña ayuda a Kay para sacarla y tampoco tienen éxito en sacarla de la piedra, justo entonces más personas se van juntando para tratar de sacarla, pero ninguno de los hombres presentes tiene éxito. Finalmente, el juez del torneo le dice a todos que se aparten y dejen que Grillo la saque, ya que estos quieren presenciar nuevamente ese suceso y le dan el turno al muchacho, quien finalmente saca la espada por segunda vez con suma facilidad frente a todos los presentes, especialmente en frente de Sir Héctor y Kay, quienes están muy sorprendidos con lo que ha sucedido. Al comprobarse que la profecía es realmente cierta, todos en la ciudad de Londres se disponen a celebrar el acontecimiento con buena vibra y que este suceso recobrará la gloria perdida en todo el Reino de Inglaterra, con excepción de Kay, quien se siente completamente humillado, pues no tiene más remedio que admitir su derrota y tragarse su orgullo, ya que su ambición de ser rey ha fracasado. En ese momento, Sir Héctor se arrodilla de la culpa que lo consume por dentro y finalmente le pide perdón a Grillo por haberlo maltratado durante todos estos años y le reinstituye al muchacho su nombre original de Arturo y todos lo proclaman absoluto y legítimo Rey de Inglaterra, alabándolo y arrodillándose ante él, incluyendo a Kay quien a regañadientes obedece a su nuevo rey.
Al final se puede observar cómo el Rey Arturo, nuevo gobernante de Inglaterra, se encuentra sentado en el trono real, comentando que está muy aburrido de estar en la sala del trono y que él no puede ser ningún tipo de rey, ya que según él no sabría como gobernar a todo un país, por lo que inflexiblemente decide escapar. Pero cuando se dispone a salir por la puerta de enfrente, todos lo ven al abrirla y le dan alabanzas diciendo: "¡Salve Arturo, viva el rey!". Rápidamente, cierra la puerta e intenta huir por la puerta trasera, pero al abrirla, nuevamente queda al descubierto y es alabado con la frase: "¡Viva el Rey Arturo, salve!". Así que cierra la puerta y Arturo se deprime de pensar que está condenado a permanecer en el castillo, por lo que comienza lamentarse y añorar su vida como simple plebeyo y desea desesperadamente la compañía de Merlín, el cual aparece de la nada, vestido con gafas de sol, camisa, pantalones cortos, gorra y zapatillas. Arturo le pregunta dónde ha estado últimamente mostrando su preocupación y el mago le comenta que estuvo en las Bermudas y en el siglo XX, donde también le menciona que ese periodo es lo más horrible que ha visto y que aquello es un desastre ultra-moderno.
Entonces el propio Arquímedes le cuenta con exaltación lo que sucedió a Merlín y éste le dice tranquilamente al búho que eso era algo que este había previsto que pasaría y el gran futuro que tanto le había augurado al muchacho: ser el futuro Rey Arturo junto a sus Caballeros de la Mesa Redonda. Cosa que confunde al mismo Arturo diciendo que no entiende nada de lo que sucede y exige una explicación satisfactoria. Entonces, Merlín le cuenta a su protegido que con el paso del tiempo, él va a ser un personaje de leyenda, dando a entender que la Leyenda del Rey Arturo está por comenzar.

## Doblaje
El doblaje en español (1963) estuvo a cargo del mexicano Edmundo Santos. Este doblaje es usado y distribuido en todos los países de habla hispana.[cita requerida]
- Dagoberto de Cervantes: Sir Héctor.
- Carlos Petrel: Kay / Caballero de la justa.
- Alberto Gavira: Merlín.
- Salvador Nájar: Arturo "Grillo".
- Maruja Sen: Madam Mim.
- Luis Manuel Pelayo: Arquímides, narrador, sir Pellinore.
- Carmen Donna-Dío: Doncella.
- Jorge Lagunes: Voz cantante.

## Estrenos y títulos en otros idiomas
| \| País \| Título \| Fecha de Estreno \| \| ----------------------- \| ---------------------- \| ----------------------- \| \| Estados Unidos \| The Sword in the Stone \| 18 de diciembre de 1963 \| \| México e Hispanoamérica \| La Espada en la Piedra \| 10 de diciembre de 1964 \| \| Brasil \| A Espada Era a Lei \| 25 de diciembre de 1964 \| |                        |                         |
| País | Título                 | Fecha de Estreno        |
| Estados Unidos | The Sword in the Stone | 18 de diciembre de 1963 |
| México e Hispanoamérica | La Espada en la Piedra | 10 de diciembre de 1964 |
| Brasil | A Espada Era a Lei     | 25 de diciembre de 1964 |

## Producción
En 1939, Walt Disney obtuvo los derechos del film y los primeros storyboards se hicieron en 1949. Pero no fue hasta 1960, tras finalizar 101 dálmatas cuando retomaron el proyecto. Quizás debido al éxito de Camelot, en Broadway. El otro proyecto de Disney era Chanticleer, una película sobre un pollo que provocó discusiones dentro del equipo y fue descartada.
El artista encargado de la película, Bill Peet, escribió en su autobiografía que él prefería escribir un guion en lugar de una serie de storyboards, ya que así lo requería la leyenda artúrica. Walt recibió el primer borrador y le dijo que debía tener más contenido. En el segundo borrador, Peet engordó el guion con los aspectos más dramáticos de la historia.
Para la voz de Merlín, Wolfgang Reitherman quería a alguien que sonase excéntrico pero no chalado. Karl Swenson fue contratado inicialmente para la voz del búho Arquímedes, pero finalmente se hizo con el papel de Merlín. A Rickie Sorensen, que iba a doblar al niño Arturo, le cambió la voz durante la producción, lo que forzó al director a fichar a sus propios hijos para sustituirle.

## Banda sonora
| Título en inglés                       | Título en español            |
| -------------------------------------- | ---------------------------- |
| "Higitus Figitus"                      | "Forma de Empacar"           |
| "That's What Makes the World Go Round" | "Lo que al mundo da sabor"   |
| "A Most Befuddling Thing"              | "Una Situación de Confusión" |

## Premios

### Premios Óscar
| Año  | Categoría                                | Persona      | Resultado |
| ---- | ---------------------------------------- | ------------ | --------- |
| 1963 | Oscar a la Mejor banda sonora - adaptada | George Bruns | Nominado  |